# 三井惣一
三井 惣一（みつい そういち、1915年（大正4年） - 1953年（昭和28年））は、日本の画家。

## 略歴
- 1916年（大正5年） - 山形県西田川郡鶴岡栄町（現・鶴岡市大東町）に生まれる
- 1933年（昭和8年） - 山形県立鶴岡中学校（現・山形県立鶴岡南高等学校）卒業
  - 同期生には、大久保公治・成沢翠映・山本甚作がいた。
  - 在学中は、地主悌助に学ぶ。
- 1937年（昭和12年） - 東京美術学校（現・東京芸術大学）卒業
  - 東京府立第三高等女学校（現・東京都立駒場高等学校）美術教師 就任
- 1937年（昭和12年） - 朔日会入会
- 1949年（昭和24年） - 郷土カルタを製作
- 1953年（昭和28年） - 死去、享年37

## 受賞歴
- 1947年（昭和22年） - 山形県美術協会賞

## 作品
- 『婦人像』 個人蔵
- 『長崎屋甚右衛門像』 個人蔵
- 『鯖図』 致道博物館蔵
- 『椿と桃』 致道博物館蔵
- 『青果図』 個人蔵

## 参考資料
- 『旧制鶴岡中学校の画家「大久保公治・成沢翠映・三井惣一・山本甚作」遺作展』致道博物館 パンフレット